# Gnorimosphaeroma rebunense
Gnorimosphaeroma rebunense är en kräftdjursart som beskrevs av Nunomura1998. Gnorimosphaeroma rebunense ingår i släktet Gnorimosphaeroma och familjen klotkräftor. Inga underarter finns listade i Catalogue of Life.